# Álex Mola
Álex Álvarez Rodríguez, conocido como Álex Mola (Madrid, 1999) es un actor y músico español, conocido por interpretar el papel de Erik Noguera en la telenovela Dos vidas.

## Biografía
Álex Mola nació en 1999 en Madrid (España), criándose entre los barrios de La Elipa y Moratalaz. Además de actuar, también se dedica a la música.

## Carrera
Álex Mola en 2018 hizo su primera aparición como actor en la serie emitida en La 1 Centro médico. En el mismo año interpretó el papel de Juane en el cortometraje La Herencia dirigido por Felipe Arnuncio. En 2019 protagonizó la película Lo dejo cuando quiera dirigida por Carlos Therón, en el papel del Cliente potencial.
En 2020 protagonizó la serie emitida en La 1 Servir y proteger y en la serie emitida en Amazon Prime Video y Telecinco Desaparecidos. En el mismo año formó parte del elenco de la telenovela emitida en Antena 3 Amar es para siempre y del cortometraje Tótem loba dirigido por Verónica Echegui. En 2021 fue elegido para interpretar el papel de Erik Noguera en la telenovela emitida en La 1 Dos vidas. En el mismo año formó parte del elenco de la serie García. En 2022 se unió al elenco de la serie emitida en TNT No me gusta conducir, mientras que en 2023 interpretó el papel de Álex en el cortometraje La Calima dirigido por Isaac Berrocal.

## Filmografía

### Cine
| Año  | Título                | Personaje         | Director      |
| ---- | --------------------- | ----------------- | ------------- |
| 2019 | Lo dejo cuando quiera | Cliente potencial | Carlos Therón |

### Televisión
| Año         | Título               | Personaje              | Cadeña                  | Notas        |
| ----------- | -------------------- | ---------------------- | ----------------------- | ------------ |
| 2018        | Centro médico        |                        | La 1                    | 1 episodio   |
| 2019        | Servir y proteger    | Julián Conde           | La 1                    | 6 episodios  |
| 2020        | Desaparecidos        | Luis                   | Prime Video / Telecinco | 8 episodios  |
| 2020        | Amar es para siempre | El Chapu               | Antena 3                |              |
| 2021        | Dos vidas            | Erik Noguera           | La 1                    | 21 episodips |
| 2022        | No me gusta conducir |                        | TNT                     | 1 episodio   |
| 2023        | La caja de arena     | Dani                   | Atresplayer             | 5 episodios  |
| 2023        |                      |                        | 8 episodios             |              |
| 2023        | Vestidas de azul     | Curro                  | Atresplayer             | 1 episodio   |
| 2023 - 2024 | 4 estrellas          | Lucas Beltrán del Alba | La 1                    | 39 episodios |

### Cortometrajes
| Año  | Título      | Personaje | Director         |
| ---- | ----------- | --------- | ---------------- |
| 2018 | La Herencia | Juane     | Felipe Arnuncio  |
| 2020 | Tótem loba  | Raúl      | Verónica Echegui |
| 2023 | La Calima   | Álex      | Isaac Berrocal   |